# Кебет-Мухаммад
Кебет-Мухаммад (?—1864, Александрия, Египетский эялет) — мудир и наиб Северо-Кавказского имамата. Являлся наибом телетлинцев и гидатлинцев.

## Биография
Кебет-Мухаммад родился в ауле Телетль в горной части Дагестана.
Хоть утверждается, что он начал свою службу ещё при имаме Гази-Мухаммаде, первое известное сражение с его участием было в 1837 году, уже после смерти имама.
В 1840 году имам Шамиль назначил его наибом телетлинцев и гидатлинцев. В 1845 году Шамиль поставил его мудиром над 7 наибами за его верность и авторитет среди народа. Однако в 1856 году имам снял с него наибство за связи с русскими генералами через Аглархана Казикумухского.
Абдурахман из Газикумуха считал, что Кебед-Мухаммад ограбил казну имама.
Во время Взятия Гуниба в 1859 году Кебет-Мухаммад сдался в плен царским войскам.
В 1864 году он отправился в Хадж. Умер в Египте (Александрия).